# Vils (Lech)
 For alternative betydninger, se Vils. (Se også artikler, som begynder med Vils)
Vils er en  30 km lang biflod til Lech, der løber i Alperne i Østrig og Tyskland. Vils afvander et cirka 300 km² stort område , med en gennemsnitsnedbør på omkring 2.000 mm.
Den har sit udspring i Allgäuer Alperne i delstaten Tyrol (Østrig) af tilløbene til Vilsalpsee, og er dennes eneste afløb. Den løber først mod nord og nordvest i Bezirk Reutte gennem Vils- og Tannheimer Tal og langs B 199 gennem Tannheim, Zöblen og Schattwald. Derefter fortsætter Vils ned over Vilsfall nedenfor, den   øst-nordøstlich ende af  Oberjochpaset , kun få hundrede meter øst for grænsen til Tyskland. Den krydser grænsen og løber ind i den sydlige del af Bayern, drejer mod nordøst og når kommunen Pfronten i Landkreis Ostallgäu. Herfra løber den langs Bundesstraße 308 mod øst og krydser igen grænsen til Tyrol, hvor den løber nedenfor Tannheimer Berge lige syd for den tyske grænse, og parallel med den, gennem kommunen Vils og munder, efter at have passeret under „Fernpass Bundesstraße“ (B179), ud i Lech.  
Vils hører med en gennemsnitslig vandmængde på 76,8 m³/s til de vandrigeste floder i Bayern.
47°28′10″N 10°30′20″Ø / 47.4694°N 10.5056°Ø